# Third Stage
Third Stage är det amerikanska rockbandet Bostons tredje studioalbum, som släpptes 1986. Albumet gavs ut åtta år efter deras andra album, Don't Look Back. Anledningen till det långa mellanrummet var en del meningsskiljaktigheter mellan bandet och skivbolaget.

## Låtar
Samtliga låtar skrivna av Tom Scholtz, om inte annat anges.
| Nr  | Titel                                            | Längd |
| --- | ------------------------------------------------ | ----- |
| 1.  | Amanda                                           | 4:17  |
| 2.  | We're Ready                                      | 3:57  |
| 3.  | The Launch                                       | 2:57  |
| 4.  | Cool The Engines (Scholtz, Delp, Sheehan)        | 4:24  |
| 5.  | My Destination                                   | 2:12  |
| 6.  | A New World (Masdea)                             | 0:36  |
| 7.  | To Be A Man                                      | 3:31  |
| 8.  | I Think I Like It (Scholtz, English)             | 4:07  |
| 9.  | Can'tcha Say (You Believe In Me) / Still In Love | 5:13  |
| 10. | Hollyann                                         | 5:10  |